# Primer Ministre de Suècia
El primer ministre de Suècia (suec: statsminister; es tradueix literalment com a "ministre d'Estat") és el cap de govern de Suècia. El primer ministre i el seu gabinet (el govern) exerceixen el poder executiu al Regne de Suècia i estan subjectes al Parlament de Suècia. El primer ministre és proposat pel president del Riksdag i triat per la cambra per majoria simple, mitjançant el parlamentarisme negatiu.

## Llista de primers ministres suecs (1876-actualitat)
| Núm. | Nom                                 | Inici                  | Fi                     | Partit                         |
| ---- | ----------------------------------- | ---------------------- | ---------------------- | ------------------------------ |
| 1.   | Louis de Geer                       | 20 de març 1876        | 19 d'abril de 1880     | Partit Liberal                 |
| 2.   | Arvid Posse                         | 19 d'abril de 1880     | 13 de juny 1883        | Partit Rural                   |
| 3.   | Carl Johan Thyselius                | 13 de juny 1883        | 16 de maig de 1884     | Partit Conservador             |
| 4.   | Robert Themptander                  | 16 de maig de 1884     | 6 de febrer de 1888    | Partit Liberal                 |
| 5.   | Gillis Bildt                        | 6 de febrer de 1888    | 12 d'octubre de 1889   | Partit Conservador             |
| 6.   | Gustaf Åkerhielm                    | 12 d'octubre de 1889   | 10 de juliol de 1891   | Partit Majoria Proteccionista  |
| 7.   | Erik Gustaf Boström (Primer mandat) | 10 de juliol de 1891   | 12 de setembre de 1900 | Partit Rural                   |
| 8.   | Fredrik von Otter                   | 12 de setembre de 1900 | 5 de juliol de 1902    | Partit Conservador             |
| 9.   | Erik Gustaf Boström (Segon Mandat)  | 5 de juliol de 1902    | 13 d'abril de 1905     | Partit Rural                   |
| 10.  | Johan Ramstedt                      | 13 d'abril de 1905     | 2 d'agost de 1905      | Cap                            |
| 11.  | Christian Lundeberg                 | 2 d'agost de 1905      | 7 de novembre de 1905  | Partit Majoria Proteccionista  |
| 12.  | Karl Staaff (Primer mandat)         | 7 de novembre de 1905  | 29 de maig de 1906     | Partit Coalició Liberal        |
| 13.  | Arvid Lindman (Primer mandat)       | 29 de maig de 1906     | 7 d'octubre de 1911    | Partit Moderat                 |
| 14.  | Karl Staaff (Segon Mandat)          | 7 d'octubre de 1911    | 17 de febrer de 1914   | Partit Coalició Liberal        |
| 15.  | Hjalmar Hammarskjöld                | 17 de febrer de 1914   | 30 de març de 1917     | Partit Moderat                 |
| 16.  | Carl Swartz                         | 30 de març de 1917     | 19 d'octubre de 1917   | Partit Nacional                |
| 17.  | Nils Edén                           | 19 d'octubre de 1917   | 10 de març de 1920     | Partit Coalició Liberal        |
| 18.  | Hjalmar Branting (Primer mandat)    | 10 de març de 1920     | 27 d'octubre de 1920   | Partit Socialdemòcrata         |
| 19.  | Gerhard Louis de Geer               | 27 d'octubre de 1920   | 23 de febrer de 1921   | Partit Coalició Liberal        |
| 20.  | Oscar von Sydow                     | 23 de febrer de 1921   | 13 d'octubre de 1921   | Partit Moderat                 |
| 21.  | Hjalmar Branting (Segon mandat)     | 13 d'octubre 1921      | 19 d'abril de 1923     | Partit Socialdemòcrata         |
| 22.  | Ernst Trygger                       | 19 d'abril de 1923     | 18 d'octubre 1924      | Partit Nacional                |
| 23.  | Hjalmar Branting (Tercer mandat)    | 18 d'octubre 1924      | 24 de gener de 1925    | Partit Socialdemòcrata         |
| 24.  | Rickard Sandler                     | 24 de gener de 1925    | 7 de juny de 1926      | Partit Socialdemòcrata         |
| 25.  | Carl Gustaf Ekman (Primer mandat)   | 7 de juny de 1926      | 2 d'octubre de 1928    | Partit Popular de la Llibertat |
| 26.  | Arvid Lindman (Segon Mandat)        | 2 d'octubre de 1928    | 7 de juny de 1930      | Partit Moderat                 |
| 27.  | Carl Gustaf Ekman (Segon mandat)    | 7 de juny de 1930      | 6 d'agost de 1932      | Partit Popular de la Llibertat |
| 28.  | Felix Hamrin                        | 6 d'agost de 1932      | 24 de setembre de 1932 | Partit Popular de la Llibertat |
| 29.  | Per Albin Hansson (Primer mandat)   | 24 de setembre de 1932 | 19 de juny de 1936     | Partit Socialdemòcrata         |
| 30.  | Axel Pehrsson-Bramstorp             | 19 de juny de 1936     | 28 de setembre de 1936 | Partit del Centre              |
| 31.  | Per Albin Hansson (Segon mandat)    | 28 de setembre de 1936 | 6 d'octubre de 1946    | Partit Socialdemòcrata         |
| 32.  | Tage Erlander                       | 6 d'octubre de 1946    | 14 d'octubre de 1969   | Partit Socialdemòcrata         |
| 33.  | Olof Palme (Primer mandat)          | 14 d'octubre de 1969   | 8 d'octubre de 1976    | Partit Socialdemòcrata         |
| 34.  | Thorbjörn Fälldin (Primer mandat)   | 8 d'octubre de 1976    | 18 d'octubre de 1978   | Partit del Centre              |
| 35.  | Ola Ullsten                         | 18 d'octubre de 1978   | 12 d'octubre de 1979   | Partit Popular Liberal         |
| 36.  | Thorbjörn Fälldin (Segon Mandat)    | 12 d'octubre de 1979   | 8 d'octubre de 1982    | Partit del Centre              |
| 37.  | Olof Palme (Segon mandat)           | 8 d'octubre de 1982    | 28 de febrer de 1986   | Partit Socialdemòcrata         |
| 38.  | Ingvar Carlsson (Primer mandat)     | 28 de febrer de 1986   | 4 d'octubre de 1991    | Partit Socialdemòcrata         |
| 39.  | Carl Bildt                          | 4 d'octubre de 1991    | 7 d'octubre de 1994    | Partit Moderat                 |
| 40.  | Ingvar Carlsson (Segon mandat)      | 7 d'octubre de 1994    | 22 de març de 1996     | Partit Socialdemòcrata         |
| 41.  | Göran Persson                       | 22 de març 1996        | 6 d'octubre de 2006    | Partit Socialdemòcrata         |
| 42.  | Fredrik Reinfeldt                   | 6 d'octubre de 2006    | 3 d'octubre de 2014    | Partit Moderat                 |
| 43.  | Stefan Löfven                       | 3 d'octubre de 2014    | 30 de novembre 2021    | Partit Socialdemòcrata         |
| 44.  | Magdalena Andersson                 | 30 de novembre de 2021 | 18 d'octubre de 2022   | Partit Socialdemòcrata         |
| 45.  | Ulf Kristersson                     | 18 d'octubre de 2022   | -                      | Partit Moderat                 |